# Patricia Troncoso
Patricia Roxana Troncoso Robles, conocida también como La Chepa (Santiago, 14 de julio de 1968), es una activista chilena por la causa mapuche. Ella no nació ni creció con la cultura mapuche, pero de igual manera se involucró en la situación. Fue condenada a 10 años de prisión, siendo acusada por testigos de provocar un ataque incendiario en el predio Poluco Pidenco.

## Vida y estudios
Patricia Troncoso nació el 14 de julio de 1968 en Santiago. Sus padres son oriundos de Chillán. Tiene cuatro hermanos menores. De joven fue religiosa. Estudió Teología en el Instituto de Ciencias Religiosas de la Universidad Católica de Valparaíso. Natural de Santiago, después se trasladó a estudiar ciencias religiosas a la ciudad de Valparaíso, conoció el Sur de Chile en uno de los trabajos voluntarios de la Universidad Católica de Valparaíso.

## Caso Poluco Pidenco
En diciembre de 2001, Troncoso es sospechosa de haber provocado un ataque incendiario en el predio Poluco Pidenco, perteneciente a la empresa Mininco, del grupo Matte. Sus autores fueron juzgados sobre la base de las declaraciones de testigos protegidos, y se les aplicó la Ley Antiterrorista (Ley n.º 18.314), publicada en 1984, durante la dictadura militar liderada por Augusto Pinochet, y fue reaplicada durante el gobierno de Ricardo Lagos, cuando los tribunales comenzaron a utilizarla en causas donde había ataques a la propiedad privada por parte de grupos mapuches.[cita requerida]

## Huelga de hambre
El 10 de octubre de 2007, Patricia Troncoso inició su tercera huelga de hambre seca en la cárcel de Angol, junto con otros prisioneros: José Huenchunao, Juan Millalén, Jaime Marileo y Héctor Llaitul.
Luego de un tiempo estos desisten y solo ella mantiene la huelga para concitar la atención hacia sus demandas más generales; la desmilitarización del territorio de la Araucanía, la derogación de la Ley Antiterrorista y la libertad a todos los presos involucrados en el caso. Sin embargo, cuando ya llevaba alrededor de 100 días en huelga, como un gesto de respuesta a las solicitudes de su familia, redacta un nuevo petitorio, donde exige lo siguiente:
- Pasar a un CET, Centro de Educación y Trabajo con opción a actividades laborales.
- Salidas dominicales.
- Libertad condicional en un plazo prudente (6 meses como máximo).
- La revisión del caso Poluco-Pidenco.

### Traslado a Chillán
El 15 de enero de 2008, Patricia Troncoso fue trasladada al Hospital Clínico Herminda Martin en Chillán, debido a que un grupo de médicos determinó que se encontraba en riesgo vital. Sin embargo, la petición de los médicos era trasladarla a un hospital en Santiago, lo que fue contravenido por la decisión de las autoridades. Asimismo, el gobierno impidió el contacto telefónico entre la Comisión Interamericana de Derechos Humanos y Patricia Troncoso.[cita requerida] Diversas organizaciones levantaron tiendas de campaña afuera del hospital en Chillán en alerta por el estado de salud de la huelguista.

### Alimentación intravenosa forzada
El 21 de enero de 2008, los guardias de la prisión decidieron administrar sedantes y alimentación intravenosa a Patricia, contra su voluntad debido a su estado de salud. Ella declaró: "este procedimiento se realizó mediante la fuerza y me mantuvieron amarrada de pies y manos por dos días, durante los cuales estuve incomunicada debido a lo vergonzoso del procedimiento, el cual fue filmado por Gendarmería". Grupos en de derechos humanos han calificado esta decisión como violación de sus derechos ya que, previamente, la familia Troncoso, así como el equipo médico tratante, habían puesto en conocimiento de las autoridades de salud, justicia y el propio ejecutivo, los principios derivados de la Declaración de Malta sobre personas en Huelga de Hambre, adoptada por la Asociación Médica Mundial (AMM), en noviembre de 1991 y revisada por la Asamblea General de la AMM, Pilanesberg, Sudáfrica, octubre de 2006. En sus principales artículos, la declaración reitera que el médico debe respetar la autonomía de la persona, sosteniendo que no se debe obligar a las personas en huelga de hambre a ser tratadas si lo rechazan. Afirma categóricamente que la alimentación forzada contra un rechazo informado y voluntario es injustificable. El artículo 21 indica que "La alimentación forzada nunca es éticamente aceptable. Incluso con la intención de beneficiar, la alimentación con amenazas, presión, fuerza o uso de restricción física es una forma de trato inhumano y degradante. Al igual que es inaceptable la alimentación forzada de algunos detenidos a fin de intimidar o presionar a otras personas en huelgas de hambre para que pongan término a su ayuno." El 22 de enero, la Asamblea Nacional por los Derechos Humanos en Chile llevaron su queja ante el Palacio Presidencial de la Moneda, exigiendo que la presidenta Bachelet se manifieste en relación de la situación de la prisionera y su caso.

### Fin de huelga de hambre
El 28 de enero de 2008 se realizaron las gestiones y negociaciones para que Patricia Troncoso depusiera su huelga de hambre; el presidente de la Conferencia Episcopal, monseñor Alejandro Goic, quien participó en las gestiones con el gobierno, indicó que altas autoridades habían accedido a los «beneficios solicitados por la activista para sí misma y para otras dos personas, Juan Millalén y Jaime Marileo». Sin embargo hasta el 30 de enero, Patricia aún no terminaba la huelga de hambre ya que exigía que Gendarmería pusiera por escrito los beneficios, de modo que no ocurriera, como en otras ocasiones, «el no cumplimiento de los acuerdos». Ante esto, el ministro del interior Edmundo Pérez Yoma afirmó que el gobierno no enviará ningún documento escrito sobre el acuerdo alcanzado con la activista, ya que para eso se contó con Alejandro Goic como ministro de fe. Finalmente, creyendo en la garantía otorgada por la Iglesia católica, Patricia depone la huelga; «Hoy 30 de enero del año 2008 pongo fin a mi huelga de hambre que se prolongó durante 112 días, obedeciendo y creyendo en el rol de la Iglesia (Católica) a quien pedimos su mediación». Esta larga huelga de hambre, de 112 días, ha sido la más larga en la historia de Chile.

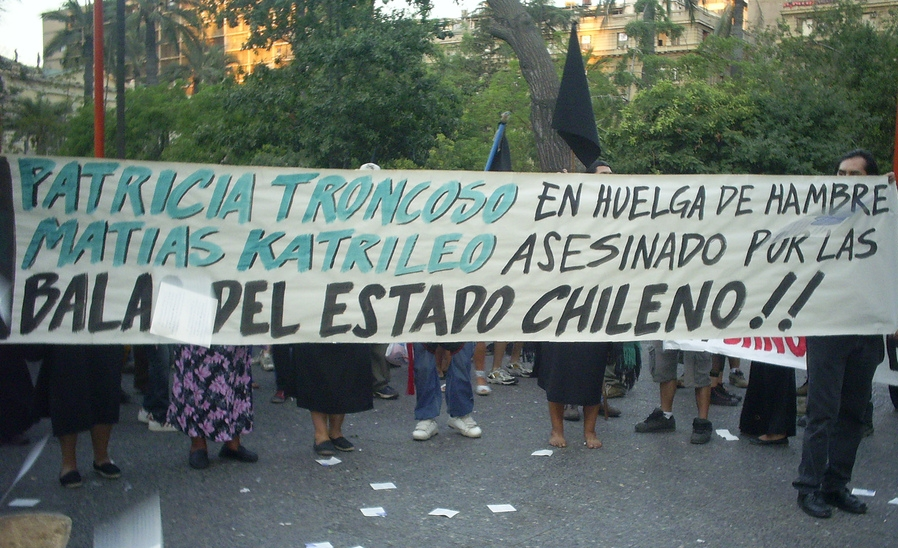
Manifestación en apoyo de Patricia Troncoso y en contra de la muerte de Matías Catrileo, en Plaza de Armas de Santiago de Chile, año 2008.

### Incumplimientos del acuerdo y nueva huelga de hambre
La mañana del 2 de marzo de 2008, Patricia Troncoso volvió a declararse en huelga de hambre, aduciendo que los compromisos del gobierno respecto a sus condiciones carcelarias no se estaban llevando a cabo, por lo que volvió a protestar mediante el ayuno. Al momento de su decisión no se habían realizado trámites para postular a los beneficios otorgados. Asimismo, durante el primero de marzo le informaron que debía ser trasladada hasta un centro especial penitenciario en Angol, a lo que Troncoso se negó, ya que -según cercanos a la mujer- quiere primero postular a los beneficios y luego el traslado. Recién el viernes 29 de febrero, un Comité Técnico analizó su postulación, y ya que este organismo se junta una vez al mes, los acuerdos se tardarían mucho más de lo esperado por el círculo cercano de Troncoso, quien no ha accedido a ingerir alimentos hasta obtener una respuesta satisfactoria del gobierno, el cual a través de su vocero, Francisco Vidal, había indicado que el acuerdo comenzaría a estudiarse a partir del 1 de marzo y no a hacerse efectivo como anunció la activista y lo pidió el mismo obispo Goic. El ministro Francisco Vidal, expresó que se trataba de un "malentendido que lo vamos a resolver en 12 horas porque la voluntad del gobierno ya se expresó. Se expresó en el momento en que, mediante el presidente de la Conferencia Episcopal, se dialogó y se llegó a un acuerdo, y este gobierno cumple los acuerdos".

### Repercusiones
El gobierno nombró a Rodrigo Egaña, exasesor presidencial de gestión y seguimiento de políticas públicas, como nuevo comisionado presidencial para asuntos indígenas. El gobierno creó esta instancia a fin de reimpulsar el diálogo con la comunidad indígena, y supervigilar el avance de las políticas públicas hacia los pueblos indígenas y trabajar en conjunto con el Congreso para lograr un reconocimiento constitucional de los pueblos indígenas.